# Leucothyreus ripicola
Leucothyreus ripicola är en skalbaggsart som beskrevs av Ohaus 1931. Leucothyreus ripicola ingår i släktet Leucothyreus och familjen Rutelidae. Inga underarter finns listade i Catalogue of Life.